# 石河镇 (秦皇岛市)
石河镇，是中华人民共和国河北省秦皇岛市山海关区下辖的一个镇。

## 行政区划
石河镇下辖以下地区：
五里台村、高建庄村、团练部落村、田庄村、唐子寨村、沟渠寨村、晓营村、黄金庄村、古城村、红瓦店村、圣水庄村、黑汀村、郑庄村、孟家店村、张家庄村、安民寨村、户远寨村、兴富庄村、陈庄村、丁武寨村、毛家沟村、魏李庄村、冯任庄村、后七星寨西村、后七星寨东村、前七星寨村、胡家套村、疙瘩岭村、柴家沟村、安庄村、长桥店村、新建村、外峪村、下沟村、交界河上沟村和山海关林场。